# Futbol a Síria
El futbol és l'esport més popular a Síria. És dirigit per l'Associació Siriana de Futbol.

## Competicions

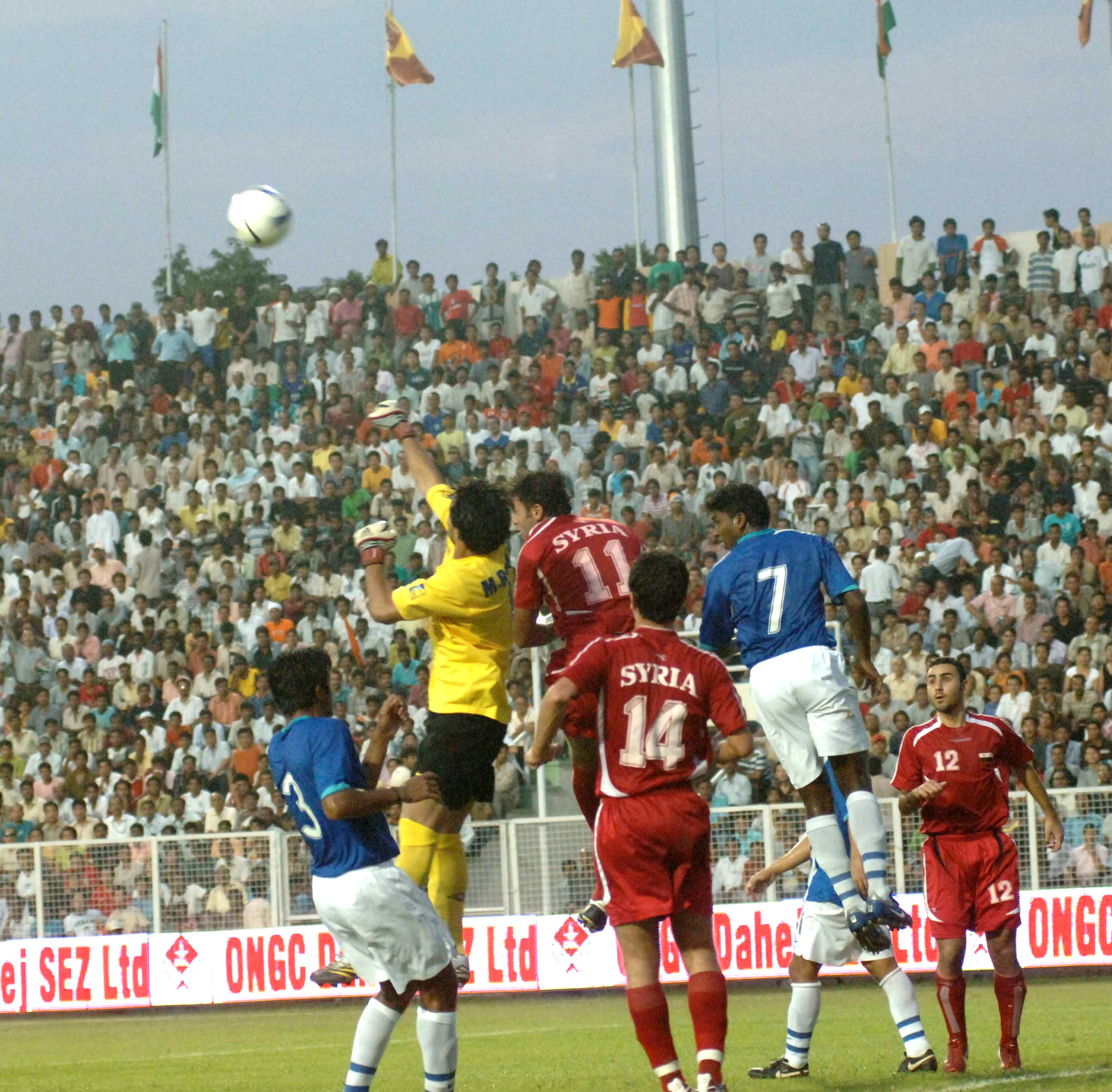
Partit entre Síria i Índia el 2007.

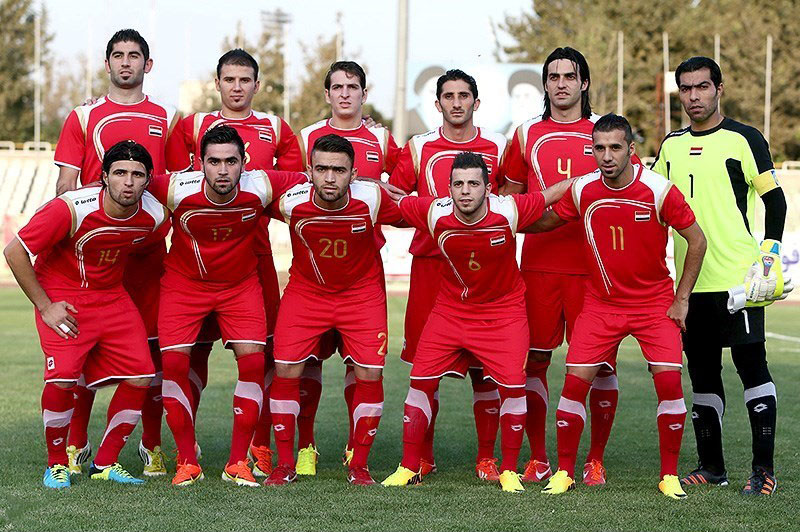
Selecció de Síria a Tehran el 2015.

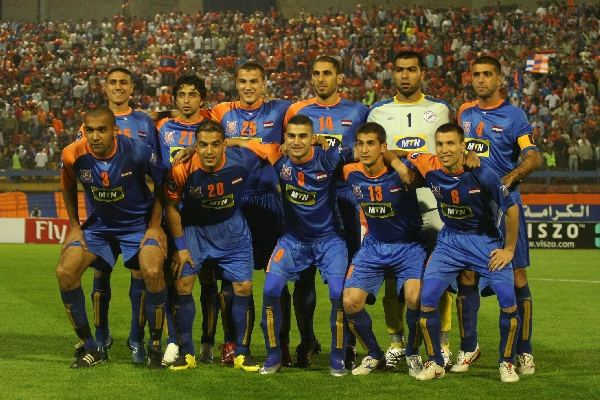
Imatge del club Al-Karamah SC.

- Lligues:
  - Lliga siriana de futbol
- Copes:
  - Copa siriana de futbol
  - Supercopa siriana de futbol

## Principals clubs
Clubs amb més títols nacionals a 2021.
- Al-Jaish SC Damasc
- Al-Ittihad SC Alep
- Al-Karamah SC Homs
- Al-Wahda SC Damasc
- Al-Shorta SC Damasc
- Al-Futowa SC Dayr al-Zor
- Teshrin SC Latakia
- Jableh Sporting Club
- Barada SC Damasc
- Al-Majd SC Damasc
- Al-Horriya SC Alep
- Hutteen SC Latakia
- Al-Wathba SC Homs
- Al-Yarmouk SC Alep

## Jugadors destacats
Fonts:
Des de 1950
- Mohamed Azzam

Des de 1970
- Georges Moutkar
- Abdul Ghani Tatish

Des de 1980
- Abdul Kader Kardaghli
- George Khouri
- Kevork Mardikian
- Nizar Mahrous
- Mohamed Dahman
- Samer Darwish
- Abdul Nafi Hamwiya
- Radwan Al-Sheikh Hassan
- Malek Shakuhi

Des de 1990
- Ammar Abduallah Rihawi
- Mohammad Nasser Afash

Des de 2000
- Jehad Al-Hussain
- Mosab Balhous

Des de 2010
- Firas Al-Khatib
- Omar Al Somah
- Omar Kharbin
- Sanharib Malki
- Moayad Ajan

## Principals estadis

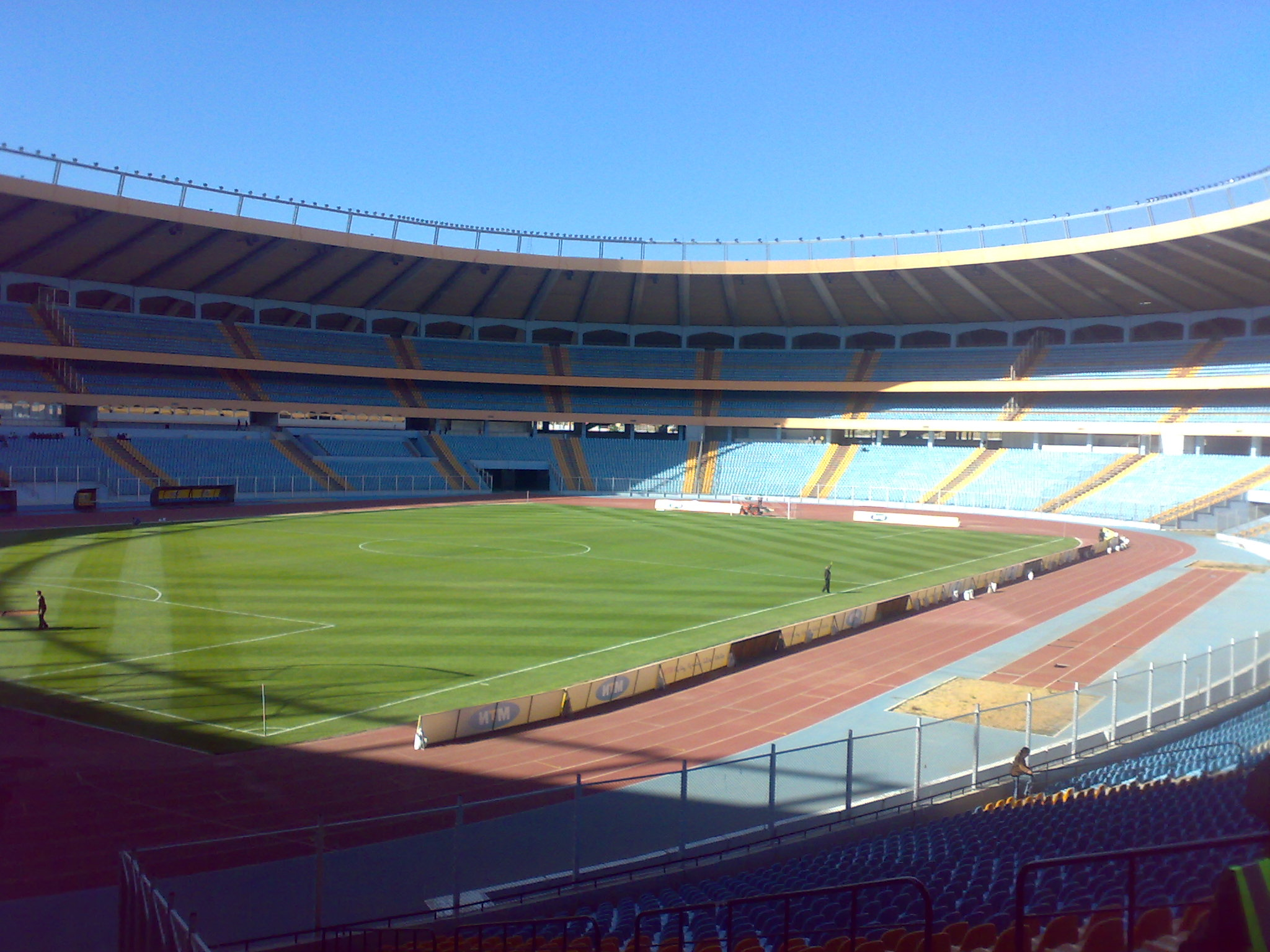
Estadi Internacional d'Alep.

| # | Estadi                                   | Capacitat | Ciutat     | Inauguració |
| - | ---------------------------------------- | --------- | ---------- | ----------- |
| 1 | Estadi Internacional d'Alep              | 53.200    | Alep       | 2007        |
| 2 | Estadi de la Ciutat Esportiva de Latakia | 45.000    | Latakia    | 1987        |
| 3 | Estadi Khalid ibn al-Walid               | 32.000    | Homs       | 1960        |
| 4 | Estadi Abbasiyyin                        | 30.000    | Damasc     | 1957        |
| 5 | Estadi Al-Assad                          | 28.000    | Latakia    | 1978        |
| 6 | Estadi Bassel al-Assad                   | 25.000    | Al-Hasakah | 1999        |
|   | Estadi Bassel al-Assad                   | 25.000    | Homs       | 2000        |
| 8 | Estadi Municipal d'Hama                  | 22.000    | Hama       | 1958        |